# La feria de Madrid
La Foire de Madrid
La feria de Madrid (« La Foire de Madrid ») est un tableau de Francisco de Goya réalisé entre 1778 et 1779, qui fait partie de la troisième série de cartons pour tapisserie destinée à la chambre du Prince des Asturies au Palais du Pardo.

## Contexte de l'œuvre
Tous les tableaux de la troisième série sont destinés à la chambre du Prince des Asturies, c'est-à-dire de celui qui allait devenir Charles IV et de son épouse Marie Louise de Parme, au palais du Pardo. Le tableau fut livré à la Fabrique royale de tapisserie le 5 janvier 1779.
Il fut considéré perdu jusqu'en 1869, lorsque la toile fut découverte dans le sous-sol du Palais royal de Madrid par Gregorio Cruzada Villaamil, et fut remise au musée du Prado en 1870 par les ordonnances du 19 janvier et du 9 février 1870, où elle est exposée dans la salle 92. La toile est citée pour la première fois dans le catalogue du musée du Prado en 1876.
La série était composée de La Feria de Madrid, El Cacharrero, El Militar y la señora, La Acerolera, Muchachos jugando a soldados, Niños del carretón et El Juego de pelota a pala.

## Analyse
Plusieurs personnes regardent les poteries, les meubles et autres marchandises d'un vendeur, tandis que d'autres étals, notamment des peintures, sont visibles. La basilique Saint-François-le-Grand de Madrid est visible à l'arrière-plan.
Goya dépeint les us et coutumes de la société madrilène, comme l'homme qui observe les objets avec des monocles, le petit-maître qui désigne un produit avec son éventail et qui négocie les prix avec le vendeur. L'offre du vendeur est passée de mode et les gens s'en sont débarrassés pour décorer leur maison dans le style gaulois. L'artiste aragonais démontre sa maîtrise de la perspective et du genre en incluant une nature morte dans le plateau de chocolat visible au premier plan.
La scène se déroule dans le marché aux puces de Madrid. Goya recourt une fois de plus aux thèmes castillans pour décorer les palais royaux, qui, comme toute l'aristocratie de la fin du XVIIIe siècle, sont friands de tels sujets. Il existe une hypothèse selon laquelle le tableau se trouve sur la place de la Cebada (es), prenant comme référence l'église de San Francisco el Grande, également représentée par Goya dans Baile a orillas del Manzanares. Parmi les marchandises, on trouve un portrait dont le style est similaire à ceux de Diego Velázquez. Les deux majos en particulier sont éclairés par des coups de pinceau rapides, Goya concentrant son attention sur les reflets métalliques dans un magnifique ton gris argenté.